# Константиновичі
Константиновичі, Костянтиновичі – козацько-старшинські, згодом дворянські роди грецького походження. Найбільш відомий з них заснований греком Анастасієм Костянтиновичем (р. н. невід. – п. до 1784), який переселився з Румелії (у той час Румелія охоплювала, крім Болгарії, сучасні Македонію, Півн. Грецію, частину Сербії, Албанії, Боснії і Герцеговини й частину сучасної Туреччини; іноді Румелією називали європейську частину Туреччини) спочатку до Ніжина, а потім – до Переяслава, де тримав на відкупі індуктні збори. Згодом – значковий товариш Переяславського полку (1756), переяславський комісар полковий (1759–60). Його син – Христофор Анастасійович (1741–86) – перший полковий переяславський сотник (1770–81), онук – Петро Христофорович (1785–1850) – генерал-майор (1848), командир Київського артилерійського гарнізону (1836–48), а правнук – Олександр Петрович молодший (1832–1903) – генерал-лейтенант (1889), військовий губернатор Тургайської області (1878–83), бессарабський губернатор (1883–99).
Рід внесений до 2-ї та 3-ї частин Родовідної книги Київської губернії.
Другий рід походить від Родіона Костянтиновича (кінець 17 – помер на поч. 18 ст.), син якого – Микола Родіонович (бл. 1710 – п. до 1798), на прізвисько Грек, – чернігівський городничий (1756–67). До цього роду належать брати: Митрофан Олександрович (1841 – бл. 1901) – історик, автор кількох праць з історії Остерщини та земський діяч, і Микола Олександрович (1844–89) – співавтор О.Лазаревського при створенні "Обозрения Румянцевской описи". Володимир Миколайович (1872–1920), син Миколи Олександровича, – лікар-патолого-анатом, професор Київського університету, директор Інституту патологоанатомії в Києві.
Рід внесений до 2-ї та 3-ї частин Родовідної книги Чернігівської губернії.